# Thomas Jefferson
Thomas Jefferson, född 13 april 1743 i Shadwell i Virginia, död 4 juli 1826 i Charlottesville i Virginia, var USA:s tredje president 1801–1809 och den andra vicepresidenten 1797–1801. Han var även sändebud i Frankrike, politisk filosof, unitarist, revolutionär, jordbrukare, jordägare, arkitekt, arkeolog, författare, uppfinnare och grundare av University of Virginia. Jefferson var den främste upphovsmannen till den amerikanska självständighetsförklaringen.

## Biografi

### Jeffersons ungdom
Thomas Jefferson föddes i Goochland County i Virginia i Brittiska Amerika, då i gränsområdet i de nordamerikanska brittiska besittningarna. Han var son till Peter Jefferson vars släkt invandrat från England, eller möjligtvis Wales. Den unge Jefferson läste latin och grekiska och tog examen 1760. Han fortsatte sin utbildning på College of William & Mary i Williamsburg där han sägs ha varit en flitig student, som tillbringade femton timmar om dagen med studierna, tre timmar med att öva fiol och resterande sex timmar med att äta och sova. Efter studierna i juridik i Williamsburg fortsatte han på samma bana i yrkeslivet. Juridiken kom han dock snart att lämna för politiken och deltagandet i den amerikanska revolutionen.
År 1772 gifte sig Jefferson med sin fyrmänning Martha Wayles Skelton och de flyttade in i hans arkitektoniska livsverk, Monticello, som då bara bestod av den sydvästra flygeln.
Jefferson växte upp i en anglikansk familj och bytte aldrig formellt religion till unitarismen även om han senare deltog i unitaristernas gudstjänster, speciellt under tiden som han umgicks med Joseph Priestley, en engelsk unitaristpräst som utvandrade till Pennsylvania. Priestley kom att utöva det största inflytandet på Jeffersons tänkande i religiösa frågor.

### Amerikansk och fransk revolution

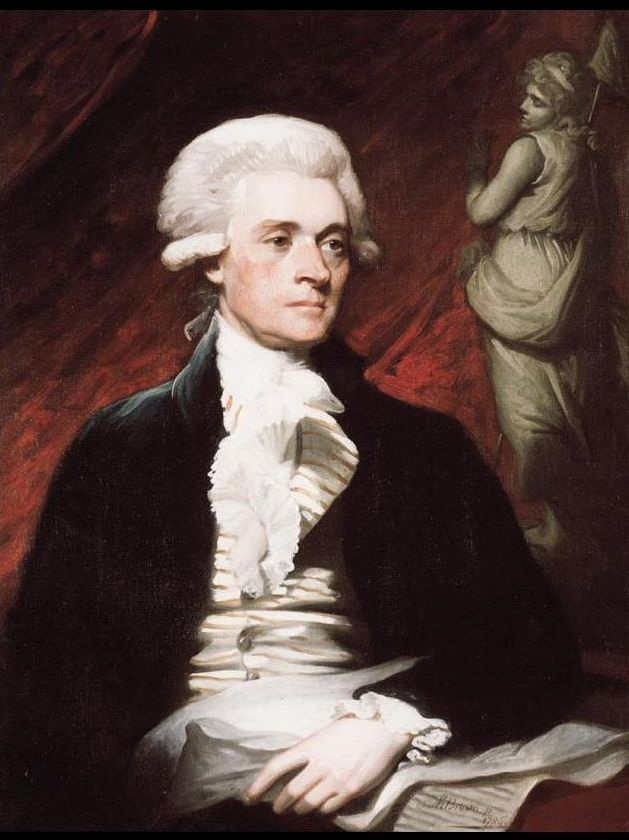
Thomas Jefferson medan han var i London 1786, porträtt av Mather Brown

Efter korta karriärer i några politiska församlingar skrev Jefferson sitt första stora politiska verk: A Summary View of the Rights of British America. Verket fick en stor politisk betydelse för det kommande upproret mot det brittiska styret. 
År 1775 fick han en plats i den kontinentala kongressen där han utsågs att ingå i en kommitté som skulle ta fram och formulera motiv för ett uppbrott från Storbritannien. Andra deltagare var John Adams och Benjamin Franklin, men Jefferson var den som skulle författa det första utkastet. Jefferson gjorde just det och kongressen debatterade därefter utkastet och ändrade ungefär en femtedel av innehållet i den ursprungliga texten. Jefferson sågs inte då som författaren av självständighetsförklaringen. Den sågs mer som hela kongressens verk. Först runt 1790 började man tala om Jefferson som den egentlige författaren.
År 1782 dog Jeffersons fru. För att komma iväg från sorgen i Monticello godtog Jefferson år 1784 ett erbjudande om att efterträda Benjamin Franklin som amerikanskt sändebud i Paris. Jefferson tog med sin äldsta dotter Martha Jefferson Randolph samt några av sina slavar på resan. Bland dem var Sally och hennes äldre bror James Hemings. De skulle vara hans tjänare medan de var i Frankrike och skulle komma att börja få lön där. James skulle först och främst lära sig det franska köket. I Paris verkar Jeffersons politiska och offentliga banor ha avstannat. Amerikas förenta stater var försvagat efter det amerikanska frihetskriget och få var därför intresserade av utvecklandet av handelsförbindelser med landet. Istället ägnade Jefferson sig åt kvinnor och kultur. Här förälskade han sig i Maria Cosway, och de tillbringade månader tillsammans och njöt av Paris kulturliv.
Jefferson stödde inledningsvis den franska revolutionen och såg längsmedgående mönster mellan de upproriska parisarna och hans eget folks uppror. Han trodde att den franska revolutionen skulle förbli oblodig. Jefferson flyttade lyckligtvis tillbaka till hemtrakterna innan kontrarevolutionen, inbördeskriget och det yttre kriget bröt ut.

### Ämbetstiden som USA:s utrikesminister

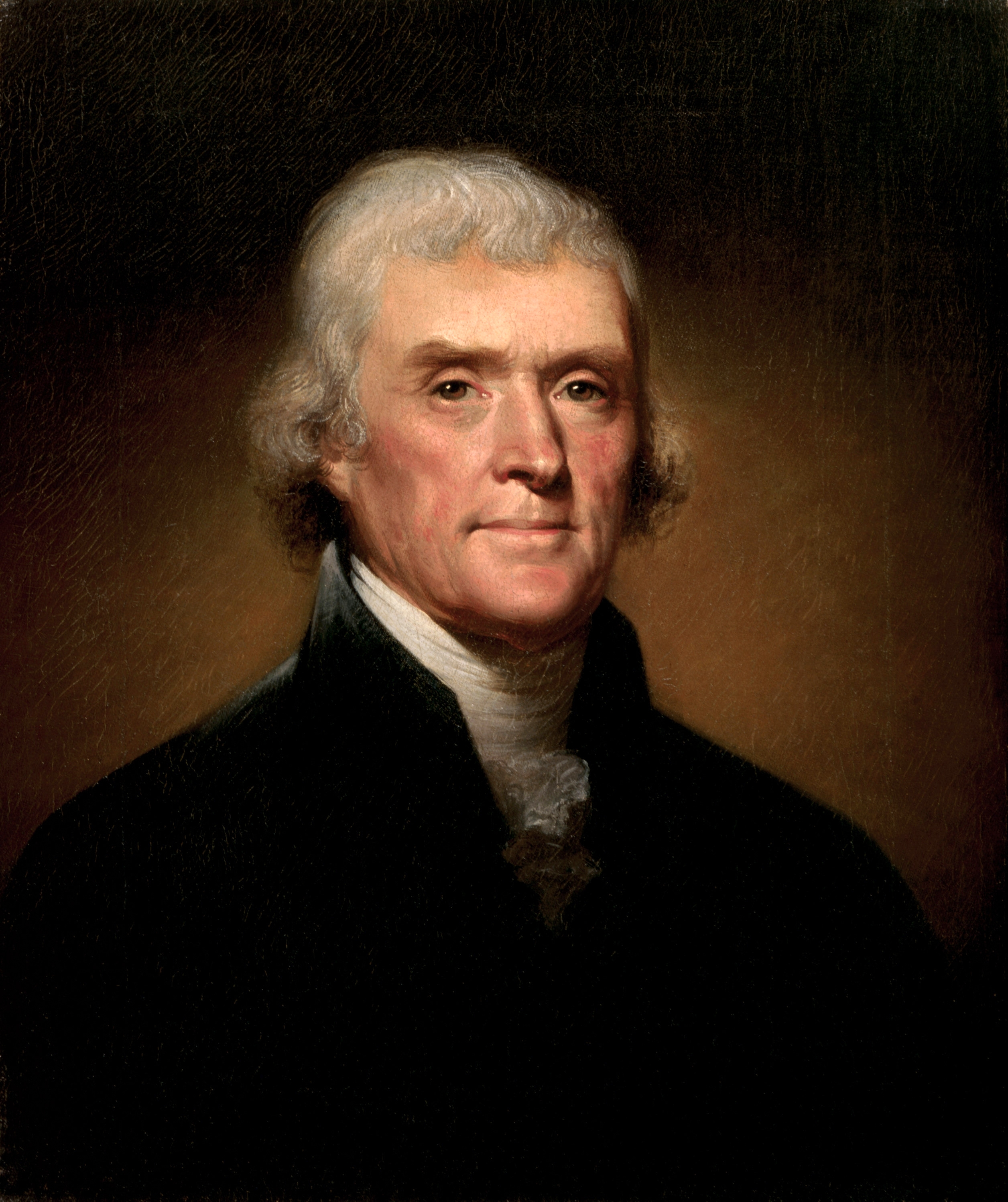
Thomas Jefferson, porträtt av Rembrandt Peale från 1805.

År 1789 återvände Jefferson till USA och blev därefter utrikesminister under president George Washington. Som utrikesminister stödde Jefferson Frankrike och den franska revolutionen. I Storbritannien betraktade man honom som korrupt och despotisk medan man i Frankrike såg honom som en person som stod för upplysning och framåtanda. Han fortsatte att stödja den franska revolutionen och menade att oroligheterna snart skulle vara över när folket väl hade fått sin frihet.

### Grundlagsbildare
Under hans bortovaro i Paris hade man fastställt författningen 1788 efter långa meningsutbyten. Jeffersons syn på författningen handlade inte så mycket om att definiera vad de styrande fick bestämma över, utan snarare vad de inte fick bestämma över, och detta trots att Jefferson själv tillhörde de styrande. Han var nämligen rädd för despotism och korruption, som han själv hade upplevt under det brittiska styret. Han stödde nu tanken att införa människans rättigheter Bill of Rights som ett tillägg till författningen. Han var en stark kritiker av vad federalisterna höll på att bygga – ett toppstyre likt det så förhatliga brittiska styret under Georg III, menade han. Vid mitten av 1790-talet hade nämligen de två partierna Federalistiska partiet och Demokratisk-republikanska partiet bildats. De sistnämnda stod för att så mycket som möjligt av makten skulle föras ned till delstatlig nivå. Republikanerna var det parti som Jefferson stödde och som han också blev ledare för. Federalisterna kom senare att ombilda partiet till Demokratiska partiet.

### Presidentvalet 1796
Inför presidentvalet 1796 hade George Washington avböjt omval för en tredje ämbetstid som USA:s president. Detta principbeslut kungjordes till allmänhetens vetskap i september detta år genom ett särskilt farvälbudskap. Däri lät han bland annat också inskärpa betydelsen av högstående samhällsmoral och medborgardygd, samt övriga ärenden som han ansåg vara tillbörligt för det amerikanska folket att få kunskap om. President Washingtons tillbakaträdande från den amerikanska rikspolitiken, lämnade det kampanjpolitiska slagfältet öppet för olika "tronkrävare" som kände sig kallade att efterträda USA:s förste president. Av dessa kandidater till presidentämbetet var demokratrepublikanen Jefferson och hans huvudmotkandidat, federalisten och vicepresidenten John Adams, de två mest framträdande. 
Valrörelsen 1796 blev i huvudsak en mycket smutsig historia. Federalisterna utmålade Jeffersons demokratrepublikaner såsom jakobinska revolutionärer  och blodtörstiga våldsverkare, i den Franska Revolutionens efterföljd. För sin del framställde demokraterepublikanerna Adams federalister såsom aristokrater med införande av monarki som politiskt resultatmål. Utrikespolitiskt var det inte bättre heller, demokratrepublikanerna brännmärkte John Jays vänskaps- och handelsavtal med Storbritannien, såsom vara alltför probrittiskt. Å sin sida gjorde Frankrikes ambassadör i USA ett inhopp i valdebatten till demokratrepublikanernas förfäran, genom att ge dem sitt politiska stöd, och generalangripa federalisterna, gällande den slutgiltiga valutgången.
Det slutgiltiga valresultat blev att Adams gick segrande ut ur valkampen med 8 delstater och dess tillhörande 71 elektorsröster, men att eftersom Jefferson hade vunnit i 7 delstater och därmed erhållit 68 elektorsröster, blev han på grundval av då gällande förfarande vald till vicepresident.

### Ämbetstiden som USA:s president
År 1800 blev han den dittills ende amerikanske presidenten som utsetts av Representanthuset. Det blev nämligen dött lopp mellan Jefferson och Aaron Burr i elektorskollegiet, där båda kom före den dåvarande presidenten John Adams. Senare skulle Adams son John Quincy Adams komma att utses till president på samma sätt 1824. I Jeffersons förvaltning var James Madison utrikesminister. Som president nådde han toppen i och med köpet av landområden från fransmännen, det så kallade Louisianaköpet. Detta fördubblade USA:s areal och förstärkte landet. Motgångarna kom dock snabbt därefter. Napoleonkrigen i Europa ledde till att britterna och fransmännen satte USA i sjöblockad. Jefferson svarade med ett handelsförbud som stängde alla amerikanska hamnar för brittiska och franska fartyg. Men de Förenta staterna, som inte var så starkt än (delvis på grund av Jeffersons egen politik med mindre federal styrning och mer delstatlig), led själv mest av handelsförbudet och det blev inledningen till slutet av hans politiska bana.

### Arkitekten Jefferson

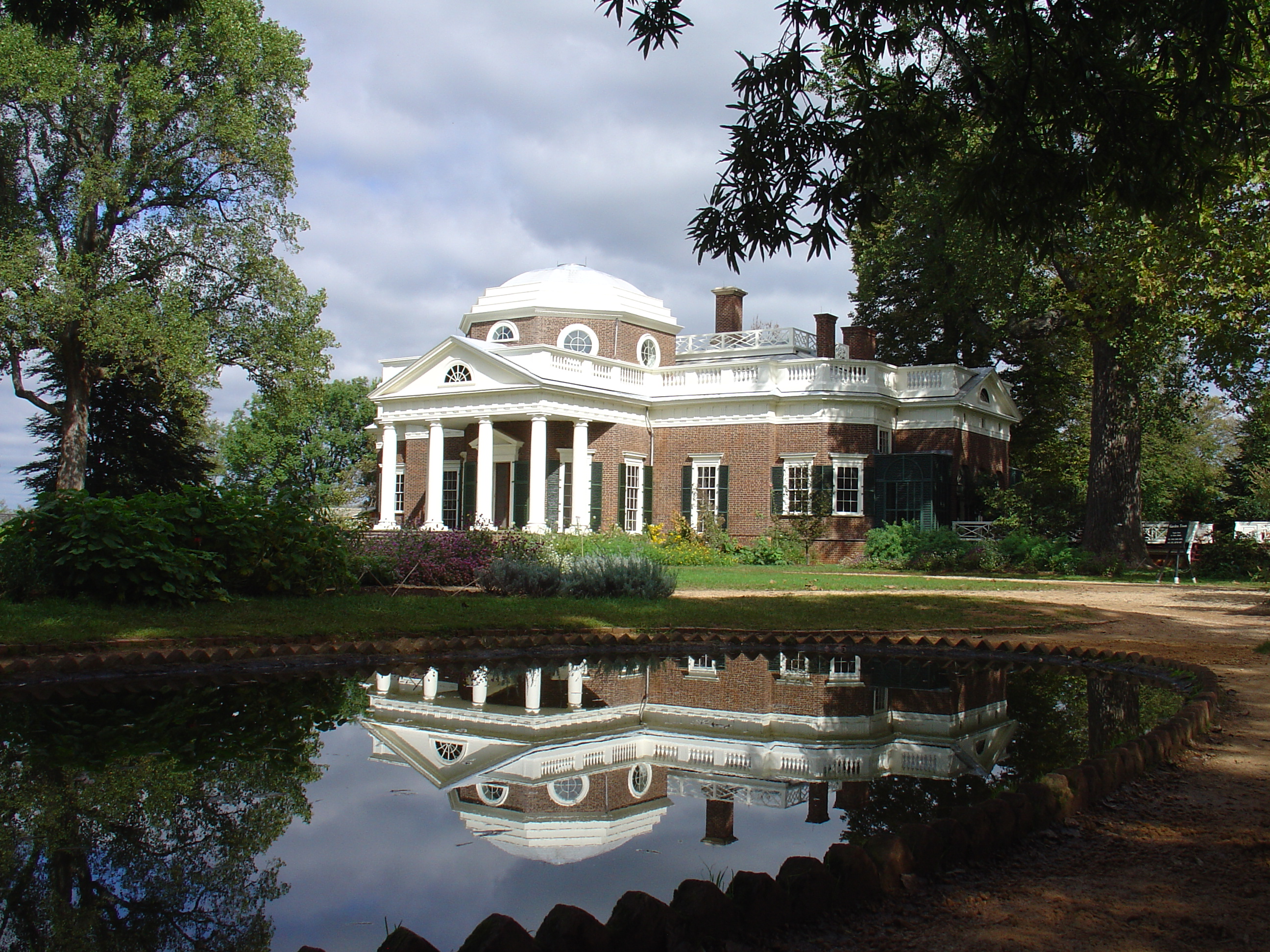
Monticello, Jeffersons hem.

Jefferson var inte bara statsman, filosof och president. Han var också en av USA:s främsta arkitekter. I sitt eget hem, Monticello, får han sin nyklassicistiska arkitektur att passa in i det amerikanska landskapet. Ett annat av hans största verk var University of Virginia, vilket han själv grundade 1819.

### Jeffersons död
Jefferson dog på Monticello den 4 juli 1826. Detta var på dagen femtio år efter att den amerikanska självständighetsförklaringen hade antagits. Jefferson dog bara några timmar innan hans patriotiske vän och politiske fiende John Adams dog. Det sägs att Adams på sin dödsbädd skulle ha yttrat ”Jefferson lever”, omedveten om att Jefferson hade avlidit blott timmar tidigare.

## Politiska tankegångar
Jefferson var liberal och tydligt inspirerad av tänkare som John Locke och Montesquieu. Jefferson såg människan som okränkbar med vissa givna rättigheter, såsom de definierades i tilläggen till författningen. De Förenta staternas oavhängighetsförklaring, som Jefferson själv skrev till stora delar, kan fastställas att vissa delar bara är omskrivningar av John Lockes verk John Locke and Thomas Jefferson: Plagiarism.

### Jeffersons syn på slaveri
Jefferson var åkerbruksägare och hade själv ungefär tvåhundra slavar boende på Monticello. Sammanlagt genom tiderna lär han ha ägt sexhundra slavar. Jefferson var dock emot slaveri som princip och menade att alla människor hade rätt till frihet. Han ansåg dock att afrikaner var rent biologiskt underlägsna vita européer, en åsikt som var vanlig vid denna tid och också stod i överensstämmelse med dåtidens vetenskapliga synsätt. 
Under hans presidentadministration spreds ett rykte att Jefferson hade ett förhållande med en av sina slavar, Sally Hemings, ett rykte som varken kunde avvisas eller bevisas, förrän år 2000. Modern DNA-teknik visade då nämligen sambandet mellan Jeffersons DNA och några av Sally Hemings’ ättlingars DNA. Jefferson fick alltså minst ett barn med sin slavinna, tillika sin (då avlidna) fru Marthas halvsyster.

## Synen på Jefferson

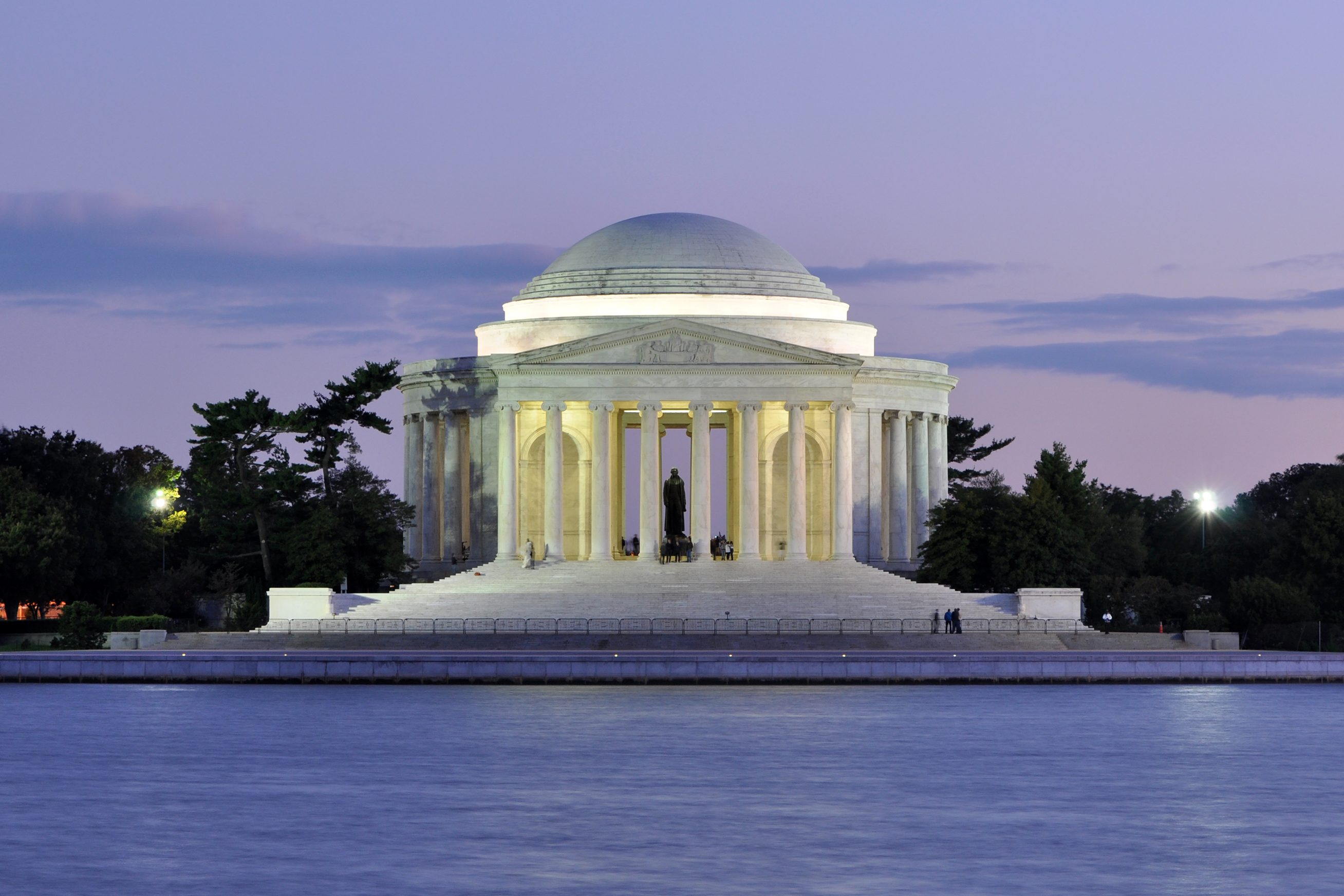
Jeffersonmonumentet i Washington D.C.

Jefferson betraktas i USA som en av grundlagsfäderna, vars gärningar och tankegångar sägs ligga till grund för de värderingar som nationen bygger på. John F. Kennedy lär ha sagt vid en middag för nobelpristagare i Vita huset att ”detta är den mest fantastiska församling av talang och mänsklig kunskap som någonsin samlats i Vita huset, möjligen undantaget när Jefferson åt middag här själv”. Jeffersons hjältegloria har dock i viss mån kommit litet på sned efter att hans syn på slaveri samt också förhållandet med Sally Hemings bekräftats. Som politisk tänkare och grundare av Förenta Staterna får man ändå anse att han är en av de största.
År 1943 invigdes Jeffersonmonumentet i Washington, D.C., till minne av Jefferson.